# Henrique Adriano Buss
Henrique Adriano Buss (født d. 14. oktober 1986 i Marechal Cândido Rondon,Brasilien) eller blot Henrique er en brasiliansk fodboldspiller, der spiller for Corinthians i den brasilianske liga som forsvarsspiller på den den centrale position. Han har derudover også været tilknyttet Coritiba, Desportivo Brasil, Fluminense og Palmeiras, tyske Bayer Leverkusen, Racing Santander og FC Barcelona i Spanien samt italienske Napoli.